# Maixabel
Maixabel es una película española dramática de 2021 dirigida por Icíar Bollaín y protagonizada por Blanca Portillo y Luis Tosar. Está basada en hechos reales, contando la historia de Maixabel Lasa, viuda del político vasco Juan María Jáuregui, asesinado por ETA; siendo una de las primeras víctimas que accedieron a entrevistarse con los asesinos en la cárcel.

## Sinopsis
Maixabel Lasa pierde en el año 2000 a su marido, Juan María Jáuregui, asesinado por ETA. Once años más tarde, recibe una petición insólita: uno de los asesinos ha pedido entrevistarse con ella en la cárcel de Nanclares de la Oca, en Álava, en la que cumple condena tras haber roto sus lazos con la banda terrorista. A pesar de las dudas y del inmenso dolor, Maixabel accede a encontrarse cara a cara con las personas que acabaron a sangre fría con la vida de quien había sido su compañero desde los dieciséis años.

## Trama
El 29 de julio de 2000, el socialista Juan María Jáuregui (Josu Ormaetxe), tras haber regresado a Tolosa desde Chile para celebrar sus bodas de plata, es asesinado a tiros por los etarras Patxi Makazaga (Mikel Bustamante) y Luis María Carrasco (Urko Olazabal) en una cafetería de la localidad, huyendo luego en un coche conducido por Ibon Etxezarreta (Luis Tosar). Su mujer Maixabel Lasa (Blanca Portillo) y su hija María Jáuregui (María Cerezuela) asisten desconsoladas al velatorio, donde son arropadas por todos los compañeros del PSE-EE de Tolosa y por Carmen Hernández (Arantxa Aranguren), amiga íntima de Maixabel y viuda del concejal popular Jesús María Pedrosa, asesinado un mes antes por la banda terrorista.
En 2004, los tres etarras son juzgados y condenados en la Audiencia Nacional, cumpliendo seis años en el Centro Penitenciario de Badajoz. En 2010, Ibon recibe la noticia del fallecimiento de su abuelo, siendo trasladado temporalmente al Centro Penitenciario de Nanclares de la Oca (Álava) para poder visitar a su madre. En esta prisión, varios etarras han abandonado la banda tras condenar el terrorismo, con el objetivo de reinsertarse en la sociedad. Entre estos se halla Luis María Carrasco, antiguo compañero y amigo de Ibon, a quien este acusa en un principio de traicionar los principios por los que lucharon. En este contexto, la mediadora Esther (Tamara Canosa) acude a la cárcel tras recibir una carta anónima de Carrasco, donde este demanda iniciar una serie de encuentros con las víctimas de ETA, a fin de pedirles perdón y de darles una explicación de lo sucedido. Ibon, que en un primer momento se mantiene reticente, comprende poco a poco la necesidad de colaborar en el proyecto.
Maixabel, quien se ha convertido en directora de la Oficina de Víctimas del Terrorismo, incide en la necesidad de reconocer por igual a las víctimas de ambos bandos. A su vez, esta ve con buenos ojos iniciar los primeros encuentros con los asesinos de su marido. Sus compañeros de partido le recriminan esta decisión, especialmente por las heridas que reabriría en su hija María, quien tras años viviendo en Huelva junto a su marido Luichi (Bruno Sevilla), ha decidido regresar al País Vasco.
Maixabel acude a Nanclares para entrevistarse con Luis María Carrasco, con resultados tan positivos como dolorosos para ambos. Cuando Ibon parece decidido a hacer lo mismo, el programa es suspendido por el nuevo delegado de Gobierno. Ante tal contratiempo, Esther propone a Ibon y Maixabel reunirse fuera de la penitenciaría, teniendo una entrevista en la que ambos acaban reconciliando posturas. Finalmente, Ibon le pide a Maixabel poder asistir a la celebración del aniversario de su marido para poder rendirle homenaje. Mientras todos los asistentes esperan a la viuda, esta aparece acompañada del ex-etarra, para sorpresa y disgusto de la mayoría. Ibon deja un ramo de rosas blancas y rojas frente al monolito de Jáuregui, al tiempo que todos los presentes entonan el 'Xalbadorren heriotzean', apareciendo la verdadera Maixabel entre los presentes.

## Reparto
- Maixabel Lasa (Blanca Portillo).
- Ibon Etxezarreta (Luis Tosar).
- Luis María Carrasco (Urko Olazabal).
- María Jáuregui (María Cerezuela).
- Carmen Hernández (Arantxa Aranguren).
- Patxi Makazaga (Mikel Bustamante).
- Esther, la mediadora (Tamara Canosa).
- Madre de Ibon (María Jesús Hoyos).
- Luichi, marido de María (Bruno Sevilla).
- Juan María Jáuregui (Josu Ormaetxe).

## Producción
La banda sonora está a cargo de Alberto Iglesias, ganador de once Premios Goya y cuatro veces nominado a los Premios Oscar. Javier Agirre es el director de fotografía y Mikel Serrano el director de arte. Completan el equipo Alazne Ameztoy (sonido), Clara Bilbao (vestuario), Karmele Soler (maquillaje), Sergio Pérez (peluquería) y Nacho Ruiz Capillas (montaje). La película es una producción de Kowalski Films (Koldo Zuazua) y FeelGood (Juan Moreno y Guillermo Sempere). Cuenta con la participación de RTVE, ETB y Movistar+, además de la ayuda del ICAA, el Gobierno Vasco, la Diputación Foral de Guipúzcoa y la colaboración de la San Sebastián Film Comission. La película es distribuida en España por Buena Vista International y las ventas internacionales corren a cargo de Film Factory.

## Rodaje
El rodaje de la película se llevó a cabo en febrero de 2021 en diferentes localizaciones de Guipúzcoa y Álava.
Para el rodaje de la película, la directora Iciar Bollaín y la coguionista Isa Campo deciden reunirse con un año de antelación con la verdadera Maixabel y su hija, adquiriendo así de primera mano la información necesaria para la realización del largometraje de una manera concienciada, respetuosa y con la sensibilidad que merece una vivencia tan sumamente dolorosa.

## Estreno
La película se pudo ver en la sección oficial del 69 Festival Internacional de Cine de San Sebastián y se estrenó en cines el 24 de septiembre de 2021.

## Curiosidades
Las guionistas de este proyecto consideraron de gran importancia recalcar el cambio de mentalidad y de reflexión de algunos presos respecto a las atrocidades que cometieron, dando lugar así a su renuncia a esta organización. Todo ello con el gran objetivo de mostrar el sufrimiento femenino en esta época de confrontación y la evolución de la sociedad vasca y española, posible gracias al comportamiento pacífico de la protagonista, quien actúa sin venganza y buscando el arrepentimiento de los autores de dichos crímenes.
Es una película pionera en mostrar al público una intención de reconciliación con todo el dolor sufrido.
A la hora de los ensayos, se acordó que la actriz Blanca Portillo y el actor Luis Tosar, protagonistas de la cinta, no coincidieran hasta el día de la grabación final. Ambos llevaban años sin trabajar juntos en un plató y la actriz afirmó que el actor le imponía y sentía un gran respeto y admiración por él, por lo que le propuso a la directora que el encuentro entre ambos se realizara el mismo día del rodaje, generando así mayor verosimilitud en la escena al jugar con el factor de la incertidumbre entre ambos.

## Premios y nominaciones
Medallas del Círculo de Escritores Cinematográficos de 2021
| Categoría              | Nominados               | Resultado |
| ---------------------- | ----------------------- | --------- |
| Mejor película         | Mejor película          | Nominada  |
| Mejor director         | Icíar Bollaín           | Nominada  |
| Mejor actor            | Luis Tosar              | Nominado  |
| Mejor actriz           | Blanca Portillo         | Ganadora  |
| Mejor actor secundario | Urko Olazabal           | Ganador   |
| Mejor guion original   | Icíar Bollaín Isa Campo | Nominadas |
| Mejor montaje          | Nacho Ruiz Capillas     | Nominado  |
| Mejor música           | Alberto Iglesias        | Nominado  |

36ª edición de los Premios Goya
| Categoría                                   | Nominados                                  | Resultado |
| ------------------------------------------- | ------------------------------------------ | --------- |
| Mejor película                              | Mejor película                             | Nominada  |
| Mejor dirección                             | Icíar Bollaín                              | Nominada  |
| Mejor interpretación masculina protagonista | Luis Tosar                                 | Nominado  |
| Mejor interpretación femenina protagonista  | Blanca Portillo                            | Ganadora  |
| Mejor interpretación masculina de reparto   | Urko Olazabal                              | Ganador   |
| Mejor actriz revelación                     | María Cerezuela                            | Ganadora  |
| Mejor guion original                        | Iciar Bollain Isa Campo                    | Nominadas |
| Mejor dirección de producción               | Guadalupe Balaguer Trelless                | Nominada  |
| Mejor montaje                               | Nacho Ruiz Capillas                        | Nominado  |
| Mejor música original                       | Alberto Iglesias                           | Nominado  |
| Mejor dirección artística                   | Mikel Serrano                              | Nominado  |
| Mejor diseño de vestuario                   | Clara Bilbao                               | Nominada  |
| Mejor maquillaje y peluquería               | Karmele Soler Sergio Pérez Berbel          | Nominados |
| Mejor sonido                                | Alazne Ameztoy Juan Ferro Candela Palencia | Nominados |

Premios Forqué
| Categoría                             | Nominados                             | Resultado |
| ------------------------------------- | ------------------------------------- | --------- |
| Premio en cine y educación en valores | Premio en cine y educación en valores | Ganadora  |
| Mejor actriz                          | Blanca Portillo                       | Ganadora  |

66.ª edición de los Premios Sant Jordi
| Categoría                                       | Resultado |
| ----------------------------------------------- | --------- |
| Rosa de Sant Jordi a la mejor película española | Ganadora  |

## Reparto
| Actor/Actriz             | Personaje             |
| ------------------------ | --------------------- |
| Blanca Portillo          | Maixabel Lasa         |
| Luis Tosar               | Ibon Etxezarreta      |
| Bruno Sevilla            | Luichi                |
| Urko Olazabal            | Luis Carrasco         |
| María Cerezuela          | María Jáuregui        |
| Mikel Bustamante         | Patxi Makazaga        |
| Tamara Canosa            | Esther                |
| María Jesús Hoyos        | Madre de Ibon         |
| Arantxa Aranguren        | Carmen                |
| Bruno Sevilla            | Marido María          |
| Josu Ormaetxe            | Juan Mari Jáuregui    |
| Martxelo Rubio           | Amigo Maixabel        |
| Ibon Belandia            | Amigo Maixabel        |
| Arkaitz Gartziandia      | Amigo Maixabel        |
| Iñigo Larrinaga          | Amigo Maixabel        |
| Anartz Zuazua            | Amigo Maixabel        |
| Félix Arcarazo           | Amigo Maixabel        |
| Gorka Mínguez            | Amigo Maixabel        |
| Mikel Bustamante         | Etarra Comando        |
| Patxo Telleria           | Director Cárcel       |
| Asier Hormaza            | Preso                 |
| Miguel Garcés            | Preso                 |
| Javier Barandiaran       | Preso                 |
| Pablo Ruiz de Gauna      | Preso                 |
| Gaizka Chamizo           | Preso                 |
| Vega Iguaran             | Presa                 |
| Begoña Martín Treviño    | Jueza                 |
| Arantza Ezquerra         | Abogada               |
| Getari Etxegarai         | Doctora               |
| Iñigo Aranburu           | Funcionario Badajoz   |
| José María Asín          | Vecino                |
| David Blanka             | Funcionario Nanclares |
| Jone Laspiur             | Amiga de María        |
| Ainhoa Artetxe           | Amiga de María        |
| Paule Barcenilla         | Amiga de María        |
| Itxaso Gil               | Amiga de María        |
| Frida Burón Juaristi     | Bebé de María         |
| Aritz Galiana de la Rosa | Gente Herriko Taberna |
| Marina Porta Ortega      | Gente Herriko Taberna |
| Jabier de la Ydalga      | Gente Herriko Taberna |
| Alex de la Peña          | Escolta Maixabel      |
| J.C. Gurrutxaga          |                       |
| Ibrahim Isiktas          |                       |
| Maixabel Lasa            |                       |